# Албански език
Алба̀нският езѝк (на албански: shqip, чуйте) е език, който се говори от около шест милиона души, населяващи западната част на Балканския полуостров в Югоизточна Европа (албанци), както и от малко хора в Калабрия в Южна Италия. Двата основни албански говора са Геги и Тоски.
Някои видни учени, изявили се в областта на албанския език, са Йохан Георг фон Хан, Франц Боп, Густав Мейер, Норберт Йокъл, Стюарт Едуард Ман, Карло Талиавини, Вацлав Цимочовски и Франц Миклошич.

## История

### Влияние на латинския език
Латинският език влияе най-силно върху лексиката на албанския език. Това е забелязано още през 1829 г. от словенския езиковед Ерней Копитар. Предполага се, че латински и праалбански са били в интензивен контакт в периода от І век пр. Хр. до VI – VII век. Броят на латинските заемки в албански е огромен – те се срещат във всички сфери на езика, макар че фонетически някои от тях са твърде променени. Условно те могат да се отнесат към две основни категории – стари и нови заемки. При най-старите заемки се наблюдават следните фонетични промени:
- Промяна /au/ > /a/: aurum > ar „злато“; gaudium > gaz „радост“. Тази промяна не се наблюдава при по-късните заемки като causa > kafshë „животно“; laudis > lavd „похвала“.
- Промяна /o/ > /e/, както в наследените от индоевропейския праезик лексеми (сравни ИЕ *nos > алб. ne „ние“; ИЕ *ok^tot > алб. tetë „осем“ и.т.н.), която съществува и в най-старите латински заемки като: pomum > pemë „дърво“; hora > herë „време“.
- Изпадане на съгласна d/b/t между гласни (както в наследените от индоевропейския праезик лексеми): cubitus > kut „лакът“; medicus > mjek „лекар“; paludem (palus) > pyll „гора“, румън. pădure. Това изпадане не се наблюдава в латинските заемки от по-късен период: paganus > i pëganë/i pëgërë ‘езически’; plaga > plagë ‘рана’ и др.
- Палатализация на латинските съчетания /ti-/, /di-/, /ki-/ > /s/, /z/, /q/: vitius > ves „грях“; ratio > arësye „разум“; radius > rreze „лъч“; facies > faqe „лице“; socius > shoq „съпруг“ (румън. soţ).

В албански са запазени около 85 латински думи и форми, които не се срещат в нито един съвременен романски език, като: bujk ‘земеделец’ < bubulcus; skift ‘ястреб’ < accipiter; shpretkë/shpnetkë ‘далак’ < spleneticum; shullë ‘кучешко грозде’ < solanum и други. Освен това в албански са запазени около 150 думи от балканския латински, които не се срещат в румънски, като: bekoj „благославям“ < benedicere; gjel „петел“ < gallus; gjymtyrë „става“ < iunctūra; mjek „лекар“ < medicus; shërbej „слугувам“ < servire; shpërej „надявам се“ < sperare. Голяма част от църковната лекскика е също заета от латински.
В албански има известен брой заемки от класическия латински, т.е. поне от І век пр. Хр. като cingula > qingëlë „колан, пояс“; vetus (veteris) > vjetër „стар“, докато формите на съответните думи в съвременните романски езици са по правило от простонародния латински: *cingla > рум. chinga „колан, пояс“; veteranus > румън. batrân „стар“.
Латинските заемки в албански по области
- общество: fqinj „съсед“ < vicinus; fshat „село, провинция“ < fossatum (румън. sat); gjyk „съдилище“ < iudex (iudicem); këshill „съвет“ < consilium; kuvënd „среща“ < conventum (рум. cuvînt ‘дума’); ligj „закон“ < lex (legem); luftë „война“ < lucta (рум. luptă); mbret „цар“ < imperator; mjek „лекар“ < medicus; popull „народ“ < populus (рум. popor); qytet „град“ < civitas (рум. cetate).
- религия: agjërim „пост“ < ieiunare; fat „съдба“ < fatum; lter „олтар“ < altare; engjëll „ангел“ < angelus (рум. înger); bekoj „благославям“ < benedicere; krishtenë/krishterë „християнски“ < christianus; festë „празник“ < festum; perëndi „бог“ < parens (parentem); kryq „кръст“ < crux (crucis); klishë/kishë „църква“ < ecclesia; kunguem „комкам се“ < communicare; ipeshkv „епископ“ < episcopus; mrekule „чудо“ < miraculum; përrallë „притча“ < parabola; rrëfej „изповядвам се“ < profiteor; ungjill „евангелие“ < evangelium; mallkoj „проклинам“ < maledicere; meshë „служба“ < missa; munëg/murg „монах“ < monacus; mëkat „грях“ < peccatum; pëganë/pëgërë „езически“ < paganus; ves „грях“ < vitius; rshaj „Петдесетница“ < Rosaliae; Kërshëndella „Коледа“ < Christi natalia.
- семейство: mik „приятел“ < amicus; anmik/armik „неприятел“ < inimicus; krushk „сват“ < consocer; kumptër „кум“ < compater; kunat „шурей, девер“ < cognatus; martoj „женя се“ < maritare; prind „родител“ < parens (parentem); shoq „съпруг“ (румън. soţ) < socius.
- селско стопанство: bujk „земеделец“ < bubulcus; ftua „дюля“ < cydonium; grurë/grunë „пшеница“ < granum; pemë „дърво“ < pomum; qiqer „леблебия“ < cicer; shullë „кучешко грозде“ < solanum.
- части на тялото: faqe „лице“ < facies; gjymtyrë „става“ < iunctūra; kofshë „бедро“ < coxa (рум. coapsă); kut ‘лакът’ < cubitus; plagë ‘рана’ < plaga; shprinë ‘гръбнак’ < spina; shpretkë/shpnetkë ‘далак’ < spleneticum; shtat ‘тяло’ < status
- животни: kafshë ‘животно’ < causa; buall ‘бивол’ < bubalus (рум. bour); gjel ‘петел’ < gallus; kale/kuaj/këbaj ‘кон’ < caballus (рум. cal); lepur ‘заек’ < lepus (leporem); peshk ‘риба’ < piscis; qen ‘куче’< canis; viç ‘теле’ < vitulus; iriq „таралеж“ < ericius.
- време: bisteku ‘високосен’ < bissextus; herë ‘време’ < hora; shekull ‘век’ < saeculum; verë ‘лято’ < ver.
- природа: ajër ‘въздух’ < aria; qiell ‘небе’ < caelum (рум. cer); rreze ‘лъч’ < radius.
- числа: katër ‘четири’ < quattuor; qind ‘сто’ < centum.
- бит: arkë ‘ковчег’ < arca; dëm ‘щета’ < damnum; femëror ‘женски’ < femininum; fill ‘конец’ < filum; furrë ‘печка’ < furnus; këngë ‘песен’ < canticum; kështjellë ‘замък’ < castellum; peshë ‘тегло’ < pensum; qelq ‘чаша’ < calix (calicis); rrjetë ‘мрежа’ < rete; rrotë ‘колело’ < rota; shalë ‘седло’ < sella; shëgjetë ‘стрела’ < sagitta; shtëpi ‘къща’ < hospitum; shtrat ‘легло’ < stratum.
- качества: gjelbër ‘зелен’ < galbinus ‘жълт’; ngusht ‘тесен’ < angustus; pak ‘малък’ < paucus; rrallë ‘рядък’ < rarus; shkretë ‘пуст’ < secretus; shurdh ‘глух’ < sordus; shpesh ‘чест’ < spissus; verbë ‘сляп’ < orbus; verdhë ‘жълт’ < viridis ‘зелен’; vjetër ‘стар’ < veteris.
- действия: dëshiroj ‘желая’ < desiderare; dëshmoj ‘свидетелствам’ < testimoniare; dhuroj ‘дарявам’ < donare; kundërshtoj ‘противореча’ < contrastare; mbuloj ‘покривам’ < velare; ngarkoj ‘товаря’ < caricare; ngjyroj ‘оцветявам’ < ungere; ngushëlloj ‘съчувствам” < consolare; notoj ‘плувам’ < natare; shruaj ‘пиша’ < scribere; shkundaj ‘разтърсвам’ < excutere; shërbej ‘слугувам’ < servire; shpërej ‘надявам се’ < sperare; shpëtoj ‘спасявам’ < expeditare.
- отвлечени понятия: arësye ‘разум’ < ratio; gaz ‘радост’ < gaudium; lavd ‘похвала’< laudus; pushtet ‘власт’ < podestas; shëndet ‘здраве’ < sanitas; short ‘жребий’ < sortem; tmerr ‘ужас’ < timor; turp ‘срам’ < turpis; vepër ‘работа’ < opera; vërteta ‘истина’ < veritas; vullnet ‘воля’ < voluntas; vrer ‘жлъч’ < venenum.
- служебни думи: akoma ‘още’ < eccu modo (рум. acumă); kundër ‘срещу’ < contra; ndër ‘между’ < inter; për ‘за’ < per.

### Влияние на славянските езици
В албански се срещат и много заемки от южнославянските езици (български и сръбски). Някои от тях са от периода VI – VII век (и предават славянското /å/ като /а/, a не като /o/: gati ‘готово’, patkua ‘подкова’), а други са по-късни. Някои от славянските заемки са: gjobë ‘глоба’; grusht ‘юмрук’; gozhdë ‘гвоздей’; kyç ‘ключ’; Korça ‘Корча’ < Горица, koritë ‘корито’, kosh ‘кош’, lakmi ‘скъперничество, лакомия’, lopatë ‘лопата’, nevojë ‘нужда’ < неволя, padis ‘обвинявам’ < на-падам, pijanec ‘пияница’, robi ‘затворник’ < роб, trup ‘труп’, zakon ‘обичай’, jug <юг и др.

### Влияние на балканския субстрат
В албански и румънски се срещат общи думи, условно определяни като заемки от т.нар. балкански субстрат. Тези думи не се срещат в други балкански езици и етимологията им не е напълно изяснена. Това означава, че предците на албанците и румънците са имали интензивен контакт, преди да се появят носителите на славянски езици на Балканите през VI – VII век. Ето някои от тези думи по двойки – румънски и албански: abur-avull ‘пара’; brad-breth ‘елха’; bucuros-bukurë ‘хубав’; cursă-kurthë ‘капан’; fărimă-thërimë ‘троха’; ghimpe-gjëmp ‘трън’; ghiuj-gjysh ‘старец’; măgură-magulë ‘могила’; mal ‘бряг’-mal ‘планина’, majë ‘височина’; mazăre-modhullë (modhë) ‘грах’; mânz-mës ‘жребче’; mătură-mettulë ‘метла’; mugur-mugull ‘пъпка’; negură-negulj ‘мъгла’; năpârcă-nepërke ‘пепелянка’; pîrîu-përrua ‘ручей’; rânză-rrëndës ‘търбух’; scrum-shkrum ‘пепел’; searbăd-tharpëd ‘безвкусен’; sâmbure-thëmbull ‘костилка’; spânz-spëndër ‘кукуряк’; străgheaţă-shtrëngatë ‘киша’; ţarc-thark ‘кошара’; traistă-trastë ‘чанта’; viezure-vjedhullë ‘борсук’; zară-dhallë ‘мътеница’ и др.

### Писмени паметници
Най-старият албански текст е от 1462 г. (Formula e pagëzimit „Кръщелна формула“). Най-старата известна албанска напечатана книга, „Мешари“ , е написана от католическия свещеник Гьон Бузуку през 1555 г. Смята се, че първото албанско училище е основано от францисканци през 1638 г. в Пдана.

## Класификация
Албанският език е индоевропейски, но образува свой собствен клон в семейството на индоевропейските езици. Това е доказано през 50-те години на 19 век. Поради липсата на стари писмени паметници е много трудно да се възстановят фонетиката и морфологията на албанския праезик. В много случаи по различни причини (асимилация, обобщаване на флексията, експресивни преобразувания) е трудно да се определи към каква праформа се отнасят съответните лексеми. Албанският език изобилства от латински, гръцки, старобългарски, османо-турски и италиански заемки и е загубил голяма част от индоевропейската си лекскика. Тази липса на собствен езиков материал води до невъзможност да се определи със сигурност от кой палеобалкански език (илирийски, тракийски или дако-мизийски) произлиза съвременният албански език.
Сравнение на албански с други индоевропейски езици
| албанска дума | превод    | праалбанска форма | индоевропейска форма | сродни индоевропейски форми                                   |
| ------------- | --------- | ----------------- | -------------------- | ------------------------------------------------------------- |
| bardhë        | бял       | *barða-           | *bherHg^-o-          | готски: bairhts ‘светъл’                                      |
| kashtë        | сламка    | *kalś-tā          | *kol-s-              | старобълг. класъ                                              |
| motër         | сестра    | *mātri-           | *meh2-tr-            | старогръцки: μήτηρ, староиндийски: mātar – майка              |
| fjalë         | дума      | *feln-            | *spel(H)-en-eh2      | старогорнонемски: spel реч                                    |
| vjet          | година    | *uet-             | *uet-os              | старогр. ἔτος ‘година’                                        |
| ndaj          | разделям  | *n-dai-           | *dh2-eie-            | староинд. dayate ‘разделя’                                    |
| ndrydh        | навяхвам  | *n-truð-          | *tru-d-              | старобълг. троудити ‘натоварвам’                              |
| njesh         | натискам  | *n-gneś-          | *gnes-               | старобълг. гнести ‘натискам’, старогорнонемски: knetan ‘меся’ |
| nëm/nam       | проклятие | *nam-             | *nom-os              | старогр. νóμος ‘закон’                                        |

## Съвременна писменост
Албанската азбука се основава на латиницата, като към нея са добавени буквите ë, ç и девет буквосъчетания, използващи се за предаване на някои присъщи звуци. До 1908 г., когато латиницата се въвежда в албанския, се използват кирилицата, гръцката или арабската азбука.
| Буква:                      | A    | B | C  | Ç  | D | Dh        | E | Ë     | F | G | Gj                               | H       | I | J | K | L | Ll             | M | N | Nj            |
| МФА (звук):                 | a    | b | t͡s | t͡ʃ | d | ð         | ɛ | ə     | f | ɡ | ɟ                                | h       | i | j | k | l | ɫ              | m | n | ɲ             |
| Описание на произношението: | агне | б | ц  | ч  | д | англ. the | е | ≈къща | ф | г | палатализирано (онебнено) г (гь) | англ. h | и | й | к | л | полско Ł (≈уъ) | м | н | палат. н (нь) |

| Буква:                      | O     | P | Q             | R            | Rr         | S | Sh | T | Th         | U | V | X  | Xh | Y           | Z | Zh |
| МФА (звук):                 | ɔ     | p | c             | ɾ            | r          | s | ʃ  | t | θ          | u | v | d͡z | d͡ʒ | y           | z | ʒ  |
| Описание на произношението: | котка | п | палат. к (кь) | едноударно р | трептящо р | с | ш  | т | англ. thin | у | в | дз | дж | немско über | з | ж  |

## Граматика
В албанския език има три рода – мъжки, женски и среден. При прилагателните родът се отбелязва чрез i или e пред думата, като в някои случаи се добавя -е като окончание. Пример i madh – „велик“; e madhe – „велика“. Правилата за склонение (в различните падежи) и за образуване на множествено число са много и е трудно да се систематизират. Както и в другите езици от т.нар. Балкански езиков съюз, определителният член се поставя в края на думата и е различен в зависимост от рода и числото. Например burrë – „мъж“, burri – „мъжът“; grua – „жена“; gruaja – „жената“.

### Съществителни имена
Съществителните имена в албанския език притежават много сходни качества със заобикалящите го езици. Езикът притежава 5 падежа, маркирани по различни начини, зависейки от род, число и член.

#### Множествено число
Отличителна характеристика на албанските съществителни имена е, че те доста често имат неправилни множествени форми, което създава затруднения за чужденци. Често срещани наставки са -ra, -a, -e, -onj, -ë, но се среща мутация на гласните в думата и палатализация (омекотяване) на завършващата съгласна.
Например:
- zog (птица) – zogj (птици)
- kalë (кон) – kuajt (коне)
- ujk (вълк) – ujqërit (вълци)
- qen (куче) – qenjtë (кучета)
- *ujë (вода) – ujërat (води)

*Ujë (вода) обаче сменя рода си в множественото число.

#### Падежни форми
Тази таблица представя наставките, поставени на съществителни имена от мъжки род, чиято членувана форма започва с гласната "i".
| Мъжки род  | Нечленувано    | Нечленувано      | Членувано        | Членувано         |
| Мъжки род  | Единствено чл. | Множествено чл.  | Единствено чл.   | Множествено чл.   |
| ---------- | -------------- | ---------------- | ---------------- | ----------------- |
| Именителен | mal (планина)  | male (планини)   | mali (планината) | malet (планините) |
| Винителен  | mal (планина)  | male (планини)   | malin            | malet (планините) |
| Дателен    | mali           | maleve           | malit            | maleve            |
| Родителен  | i/e/të/së mali | i/e/të/së maleve | i/e/të/së malit  | i/e/të/së maleve  |
| Аблативен  | (prej) mali    | (prej) malesh    | (prej) malit     | (prej) maleve     |

*prej - означава „от“ и се използва само с албативния падеж.
Следващата таблица представя окончанията за мъжки род, чиято членувана форма започва с гласната "u", за да се предотврати палатализация.
Гласната "u" се добавя като член само на думи, които завършват с -k/-g/-h. В противен случай се използва "i".
В случая, множественото число на думата "zog" (птица) е неправилно – zogj.
| Мъжки род  | Нечленувано    | Нечленувано      | Членувано       | Членувано        |
| Мъжки род  | Единствено чл. | Множествено чл.  | Единствено чл.  | Множествено чл.  |
| ---------- | -------------- | ---------------- | --------------- | ---------------- |
| Именителен | zog (птица)    | zogj (птици)     | zogu (птицата)  | zogjtë (птиците) |
| Винителен  | zog (птица)    | zogj (птици)     | zogun           | zogjtë (птиците) |
| Дателен    | zogu           | zogjve           | zogut           | zogjve           |
| Родителен  | i/e/të/së zogu | i/e/të/së zogjve | i/e/të/së zogut | i/e/të/së zogjve |
| Аблативен  | (prej) zogu    | (prej) zogjsh    | (prej) zogut    | (prej) zogjve    |

Следващата таблица представя окончанията за женски род чрез думата за момиче – vajzë.
| Женски род | Нечленувано     | Нечленувано       | Членувано        | Членувано           |
| Женски род | Единствено чл.  | Множествено чл.   | Единствено чл.   | Множествено чл.     |
| ---------- | --------------- | ----------------- | ---------------- | ------------------- |
| Именителен | vajzë (момиче)  | vajza (момичета)  | vajza (момичето) | vajzat (момичетата) |
| Винителен  | vajzë (момиче)  | vajza (момичета)  | vajzën           | vajzat (момичетата) |
| Дателен    | vajze           | vajzave           | vajzës           | vajzave             |
| Родителен  | i/e/të/së vajze | i/e/të/së vajzave | i/e/të/së vajzës | i/e/të/së vajzave   |
| Аблативен  | (prej) vajze    | (prej) vajzash    | (prej) vajzës    | (prej) vajzave      |

### Глаголи

#### Спрежения
Спреженията на албанските глаголи се разделят на три главни групи, пренебрегвайки неправилните.
|        | Сегашно          | Мин. Свършено  | Мин. Несвършено  | Оптативно            |
| ------ | ---------------- | -------------- | ---------------- | -------------------- |
| 1лц.ед | -oj (kërkoj)     | -ova (kërkova) | -oja (kërkoja)   | -ofsha (kërkofsha)   |
| 2лц.ед | -on (kërkon)     | -ove (kërkove) | -oje (kërkoje)   | -ofsh (kërkofsh)     |
| 3лц.ед | -on (kërkon)     | -oi (kërkoi)   | -onte (kërkonte) | -oftë (kërkoftë)     |
| 1лц.мн | -ojmë (kërkojmë) | -uam (kërkuam) | -onim (kërkonim) | -ofshim (kërkofshim) |
| 2лц.мн | -oni (kërkoni)   | -uat (kërkuat) | -onit (kërkonit) | -ofshi (kërkofshi)   |
| 3лц.мн | -ojnë (kërkojnë) | -uan (kërkuan) | -onin (kërkonin) | -ofshin (kërkofshin) |

|        | Сегашно      | Мин. Свършено | Мин. Несвършено | Оптативно        |
| ------ | ------------ | ------------- | --------------- | ---------------- |
| 1лц.ед | -Ø (lind)    | -a (linda)    | -ja (lindja)    | -sha (lindsha)   |
| 2лц.ед | -Ø (lind     | -e (linde)    | -je (lindje)    | -sh (lindsh)     |
| 3лц.ед | -Ø (lind)    | -i (lindi)    | -te (lindte)    | -të (lindtë)     |
| 1лц.мн | -im (lindim) | -ëm (lindëm)  | -nim (lindnim)  | -shim (lindshim) |
| 2лц.мн | -ni (lindni) | -ët (lindët)  | -nit (lindnit)  | -shit (lindshit) |
| 3лц.мн | -in (lindin) | -ën (lindën)  | -nin (lindnin)  | -shin (lindhin)  |

|        | Сегашно | Мин. Свършено | Мин. Несвършено | Оптативно |
| ------ | ------- | ------------- | --------------- | --------- |
| 1лц.ед | -       | -ta           | -ja             | -ça       |
| 2лц.ед | -       | -te           | -je             | -ç        |
| 3лц.ед | -       | -ti           | -nte            | -ttë      |
| 1лц.мн | -më     | -tëm          | -nim            | -tshim    |
| 2лц.мн | -ni     | -tët          | -nit            | -tshit    |
| 3лц.мн | -në     | -tën          | -nin            | -tshin    |

#### Наклонения
Албанският език притежава 6 глаголни наклонения – изявително, подчинително, условно, повелително, оптативно, адмиративно. Той е единственият индоевропейски език, който успява да запази и подчинителното и оптативното наклонение. В останалите индоевропейски езици те или са се сляли, или единият от тях е спрял да се изпозлва.
Адмиративното наклонение изразява изненада, породена от необичайна случка. Фразите „ти да видиш!“ или „я пък ти!“ имат подобно значение, което обаче се слива с глагола в албанския език.
- Ti jeton në Shqipëri. – Ти живееш в Албания. (изявително)
- Ti jetuake në Shqipëri! – Ти (учудващо) живееш в Албания! (адмиративно)

- Ju shkoni në shkollë. – Вие ходите на училище. (изявително)
- Ju shkuakeni në shkollë! – Вие (учудващо) ходите на училище! (адмиративно)